# Carios
Carios är ett släkte av fästingar som beskrevs av Pierre André Latreille 1796. Carios ingår i familjen mjuka fästingar.

## Dottertaxa tillCarios, i alfabetisk ordning[1][2]
- Carios amblus
- Carios aragaoi
- Carios armasi
- Carios australiensis
- Carios azteci
- Carios batuensis
- Carios boueti
- Carios brodyi
- Carios camicasi
- Carios capensis
- Carios casebeeri
- Carios centralis
- Carios cernyi
- Carios ceylonensis
- Carios cheikhi
- Carios chironectes
- Carios chiropterphila
- Carios clarki
- Carios collocaliae
- Carios concanensis
- Carios confusus
- Carios coniceps
- Carios coprophilus
- Carios cordiformis
- Carios cyclurae
- Carios darwini
- Carios daviesi
- Carios denmarki
- Carios dewae
- Carios dusbabeki
- Carios dyeri
- Carios echimys
- Carios elongatus
- Carios eptesicus
- Carios erraticus
- Carios faini
- Carios galapagensis
- Carios granasi
- Carios habanensis
- Carios hadiae
- Carios hasei
- Carios hummelincki
- Carios jerseyi
- Carios jul
- Carios kelleyi
- Carios kohlsi
- Carios macrodermae
- Carios madagascariensis
- Carios marginatus
- Carios marinkellei
- Carios maritimus
- Carios marmosae
- Carios martelorum
- Carios mexicanus
- Carios mimon
- Carios mormoops
- Carios muesebecki
- Carios multisetosus
- Carios naomiae
- Carios natalinus
- Carios occidentalis
- Carios papuensis
- Carios peropteryx
- Carios peruvianus
- Carios piriformis
- Carios puertoricensis
- Carios pusillus
- Carios reddelli
- Carios rennellensis
- Carios rossi
- Carios rudis
- Carios salahi
- Carios sawaii
- Carios setosus
- Carios siboneyi
- Carios silvai
- Carios sinensis
- Carios solomonis
- Carios spheniscus
- Carios stageri
- Carios tadaridae
- Carios talaje
- Carios tiptoni
- Carios tuttlei
- Carios vespertilionis
- Carios viguerasi
- Carios yumatensis
- Carios yunkeri